# Святослав Всеволодович (князь трубчевский)
Святослав Всеволодович (в крещении Онуфрий, ?—после 1232) — князь трубчевский (до 1196—после 1232), сын Всеволода Святославича, одного из героев «Слова о полку Игореве».

## Происхождение
Традиционно считается второстепенным князем, однако в Любецком синодике после Мстислава-Пантелеймона Святославича (уб.1223) и до Мстислава Глебовича (черниговский с 1235) упомянут великий князь черниговский Святослав Всеволодович, его княгиня Мария и сын Борис (поз.24). Зотовым Р.В. он отождествлялся со Святославом Всеволодовичем черниговским и киевским (ум.1194), но современными исследователями данная версия признана несостоятельной.
Святослав Всеволодович, действовавший в начале 1230-х, мог быть младшим братом Михаила Всеволодовича, этим объсняется и его высокий статус в синодике, и участие в новгородских делах Михаила, и то, что он не претендовал на черниговский престол прежде Михаила. Версии о том, что Святослав брат Михаила, придерживаются историки, как считающие Михаила внуком Святослава Всеволодовича (Шеков А. В. в порядке предположения и Безроднов В. С.), так и считающие Михаила внуком Святослава Ольговича. По версии Келембета С. Н., Святослав мог править в Чернигове с 1246 года.

## Биография
Предположительно, участвовал в битве на Калке (1223 год, в числе участников упомянуты куряне, трубчане, путивльцы). Уцелел, как и его родственник Олег Курский.
Святослав ездил в Новгородскую землю в период борьбы Михаила Черниговского против Ярослава Переяславского за новгородское княжение (1229—1231), встречался с представителями оппозиционной боярской партии во Пскове, но безуспешно: Новгород закрепился за владимирскими князьями.
После 1232 года, в том числе в годы монгольского нашествия на Русь, Святослав в летописях не упоминается.

## Семья и дети
Жену Святослава звали Мария, происхождение неизвестно.
Сын: 
- Борис